# Lynn Fontanne
Lynn Fontanne (née à Woodford, Essex, aujourd'hui dans le borough londonien de Redbridge, Royaume-Uni le 6 décembre 1887 - morte le 30 juillet 1983 à Genesee Depot, Wisconsin (États-Unis) d'une pneumonie, était une actrice britannique de théâtre et de cinéma. Elle a été nommée à l’Oscar de la meilleure actrice en 1932 pour The Guardsman.

## Filmographie sélective

### Actrice
- 1924 : Second Youth d'Albert Parker : Rose Raynor
- 1925 : The Man Who Found Himself (en) : Mme Macauley Jr
- 1931 : The Guardsman : L'actrice
- 1943 : Le Cabaret des étoiles (Stage Door Canteen) : Elle-même
- 1960 : Peter Pan (téléfilm) :  Narratrice

## Théâtrographie sélective
- The Visit (5 mai - 29 novembre 1958)
- The Great Sebastians (4 janvier - 2 juin 1956)
- Quadrille (3 novembre 1954 - 12 mars 1955)
- I Know My Love (2 novembre 1949 - 3 juin 1950)
- O Mistress Mine (23 janvier 1946 - 31 mai 1947)
- The Pirate (25 novembre 1942 - 27 avril 1943)
- There Shall Be No Night (9 septembre - 2 novembre 1940)
- There Shall Be No Night (29 avril - 9 août 1940)
- The Taming of the Shrew  (5 février - 10 février 1940)
- The Seagull  (28 mars - mai 1938)
- Amphitryon 38 (1er novembre 1937 - mars 1938)
- Idiot's Delight (24 mars - décembre 1936)
- The Taming of the Shrew (30 septembre 1935 - janvier 1936)
- Point Valaine (16 janvier - mars 1935)
- Design For Living (24 janvier - mai 1933)
- Reunion in Vienna (16 novembre 1931 - juillet 1932)
- Elizabeth the Queen (3 novembre 1930 - mars 1931)
- Meteor (23 décembre 1929 - mars 1930)
- Caprice (31 décembre 1928 - juin 1929)
- Strange Interlude (30 janvier 1928 - février 1929)
- The Second Man (11 avril - septembre 1927)
- The Brothers Karamazov (3 janvier - février 1927)
- Pygmalion (15 novembre 1926 - mars 1927)
- At Mrs. Beam's (26 avril - novembre 1926)
- The Goat Song (25 janvier - mars 1926)
- Arms and the Man (14 septembre 1925 - février 1926)
- The Guardsman (13 octobre 1924 - décembre 1925)
- In Love With Love (6 août - novembre 1923)
- Sweet Nell of Old Drury ( 18 mai - juin 1923)
- Dulcy (13 août 1921 - 11 mars 1922)
- Some One in the House (9 septembre - octobre 1918)
- The Merchant of Venice et The Taming of the Shrew (5 avril 1918)
- Happiness (31 décembre 1917 - mai 1918)
- The Wooing of Eve (9 novembre - décembre 1917)
- Out There (27 mars - juin 1917)
- The Harp of Life (27 novembre 1916 - mars 1917)
- Mr. Preedy and the Countess (7 novembre - novembre 1910)